# Universität des Saarlandes
Universität des Saarlandes är ett universitet i Saarbrücken, Saarland. Det grundades 1948 med stöd av bland annat franska regeringen. Universitet har utsetts till ledande i Tyskland inom datavetenskap.